# Messier 68
Messier 68 (auch als NGC 4590 bezeichnet) ist ein 7,3 mag heller Kugelsternhaufen mit einer Winkelausdehnung von 11,0' im Sternbild Wasserschlange und ca. 33.300 Lichtjahre von der Erde entfernt.
Er ist wegen seiner geringen Helligkeit und seiner südlichen Position in Mitteleuropa relativ schwierig zu beobachten.